# Газопровід Таїланд – Малайзія
Газопровід Таїланд — Малайзія (Trans Thai-Malaysian pipeline) — трубопровідна система, створена для транспортування продукції родовищ Зони спільного розвитку між Таїландом та Малайзією.
У 1990-х роках Таїланд та Малайзія погодились здійснювати спільну розробку вуглеводневих родовищ у спірній зоні Сіамської затоки. В межах реалізації домовленостей в 2007 році ввели в експлуатацію систему транспортування газу, яка складається з кількох частин:
- офшорний трубопровід діаметром 700 мм та довжиною 55 км між родовищами блоків В-17 та A-18 у Зоні спільного розвитку;
- трубопровід діаметром 850 мм та довжиною 277 км, який транспортував газу у західному напрямку до газопереробного заводу Songkhla на території південного Таїланду неподалік від малазійського кордону. Його максимальна потужність становила до 29 млн.м3 на добу;
- транскордонний наземний газопровід діаметром 900 мм та довжиною 97 км від згаданого ГПЗ до з'єднання з газотранспортною мережею Малаї. Потужність на цьому напрямку могла сягати 21 млн.м3.[1]

В Таїланді доставлений по трубопроводу газ спрямовується переважно на потреби теплоелектростанції Чана.
Спорудження ділянки між В-17 та A-18 виконали трубоукладальні судна "Castoro Otto" та "Semac 1", тоді як головну офшорну трасу на Сонгкхла будували "Semac 1" та ще одне трубоукладальне судно "Castoro 10". На одній з її ділянок газопровід був укладений в траншею довжиною 4 км, спорудження та засипку якої провів фрезерний земснаряд "Gironde".